# Prattville (Alabama)
|  | Dieser Artikel wurde aufgrund von inhaltlichen Mängeln auf der Qualitätssicherungsseite des Projektes USA eingetragen. Hilf mit, die Qualität dieses Artikels auf ein akzeptables Niveau zu bringen, und beteilige dich an der Diskussion! Eine nähere Beschreibung der zu behebenden Mängel fehlt. |

Prattville ist eine Stadt im Autauga County und im Elmore County im US-Bundesstaat Alabama, USA und Sitz der Countyverwaltung. Das U.S. Census Bureau hat bei der Volkszählung 2020 eine Einwohnerzahl von 37.781 ermittelt.
Die Stadt wurde 1839 von Daniel Pratt, „Alabamas erstem Industriellen“, gegründet und hatte 37.781 Einwohner zum Zeitpunkt des United States Census 2020 auf einer Fläche von 87,9 km².
Es gibt insgesamt acht Schulen, darunter die Prattville High School und das Autauga County Technology Center.

## Bauwerke
- Daniel Pratt Cemetery

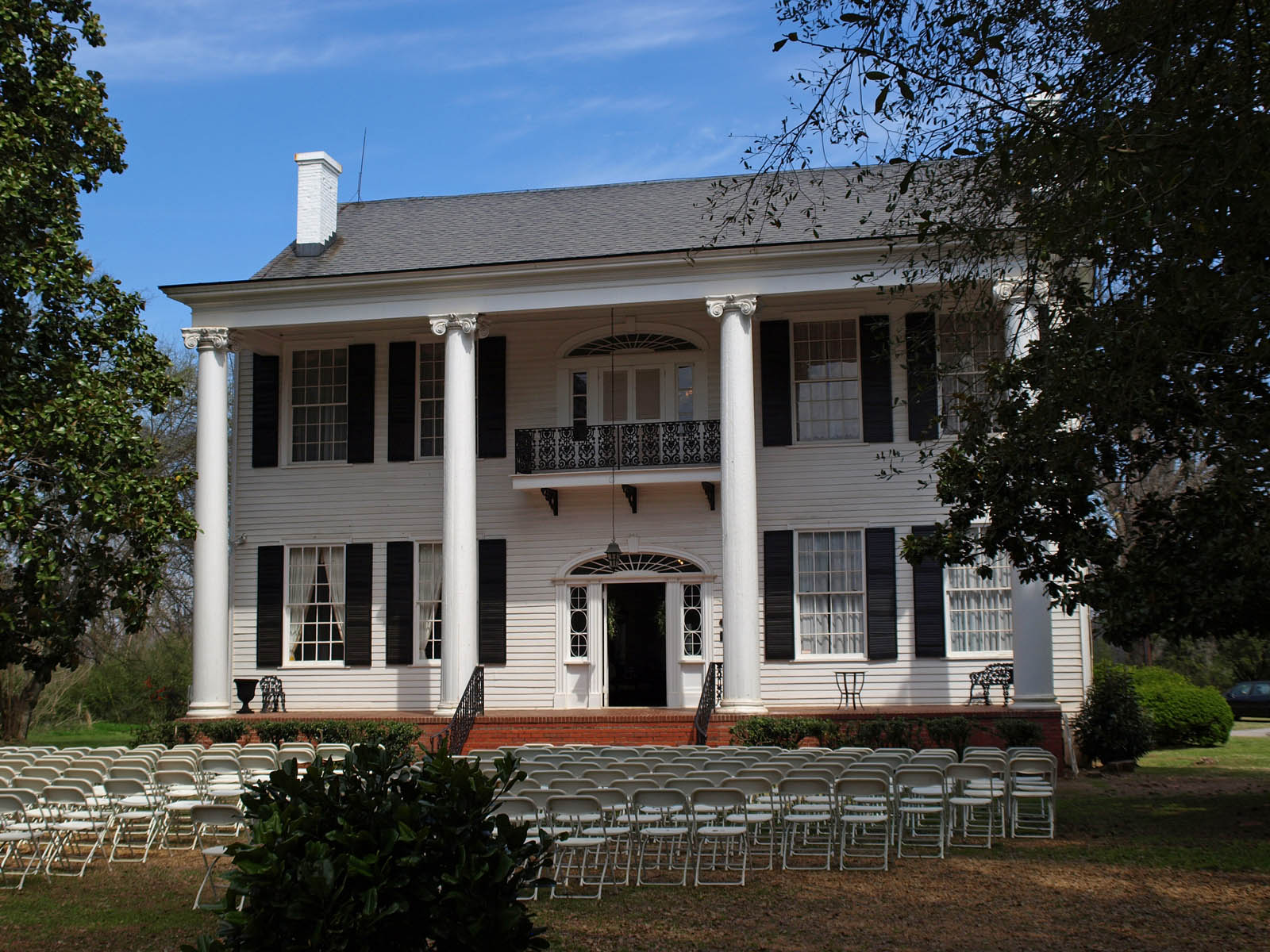
Montgomery-Janes-Whittaker House (2010)

Vier Bauwerke und Stätten des Ortes sind im National Register of Historic Places (NRHP) eingetragen (Stand 29. Juni 2019), darunter das Montgomery-Janes-Whittaker House.

## Söhne und Töchter der Stadt
- Roman Harper (* 1982), Footballspieler
- O. J. Howard (* 1994), Footballspieler
- Wilson Pickett (1941–2006), Soul-Sänger der 1960er Jahre
- Kaitlan Collins (* 1992), Journalistin und Moderatorin